# Lanchères
Lanchères is een gemeente in het Franse departement Somme in regio Hauts-de-France.
De gemeente maakt deel uit van het arrondissement Abbeville en sinds 22 maart 2015 van het kanton Friville-Escarbotin, nadat het kanton Saint-Valery-sur-Somme werd opgeheven.

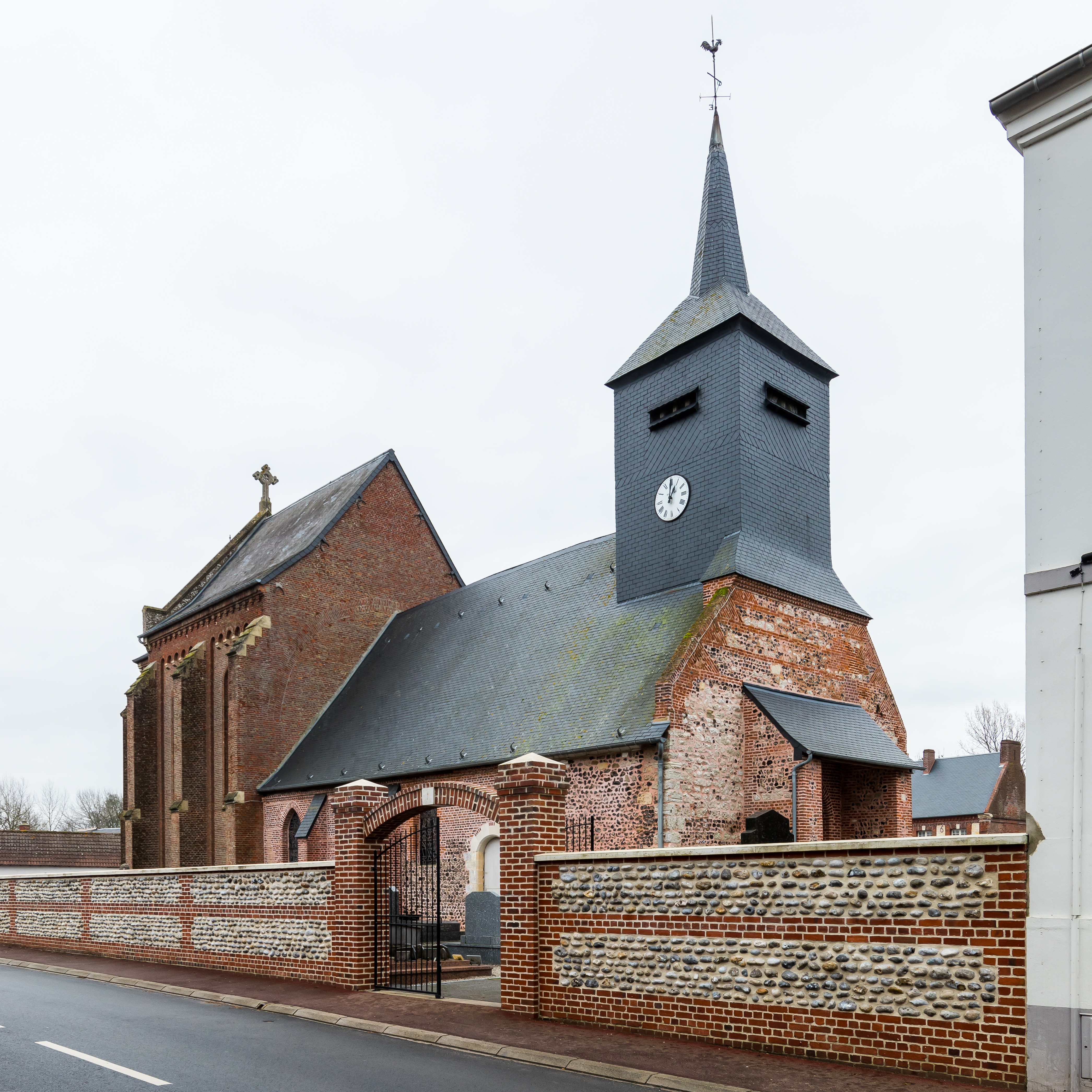
Église de la Nativité-de-la-Sainte-Vierge

## Geografie
De oppervlakte van Lanchères bedraagt 16,5 km², de bevolkingsdichtheid is 50,5 inwoners per km². Het noorden van het grondgebied grens aan de Baai van de Somme.
In het noorden van de gemeente ligt het gehucht Wathiéhurt. Ten noordoosten van het dorpscentrum ligt Herlicourt, ten zuidwesten Laleu. In het zuidwesten van de gemeente ligt het gehucht Poutrincourt.
De onderstaande kaart toont de ligging van Lanchères met de belangrijkste infrastructuur en aangrenzende gemeenten.

## Bezienswaardigheden
- De Église de la Nativité-de-la-Sainte-Vierge
- Op het kerkhof van Lanchères bevinden zich 6 militaire graven uit de Tweede Wereldoorlog.

## Demografie
Onderstaande figuur toont het verloop van het inwonertal (bron: INSEE-tellingen).

## Verkeer en vervoer
In de gemeente ligt het station Lanchères-Pendé aan de Spoorlijn van de Sommebaai.